# また明日 (JIGGER'S SONの曲)
「また明日」（またあした）は、JIGGER'S SONのシングル。

## 収録曲
1. また明日
2. 雪 (ニューテイク)
3. また明日 (オリジナルカラオケ)